# Scaptomyza tumidula
Scaptomyza tumidula är en tvåvingeart som beskrevs av Hardy 1965. Scaptomyza tumidula ingår i släktet Scaptomyza och familjen daggflugor. Inga underarter finns listade i Catalogue of Life.